# Caldeiră

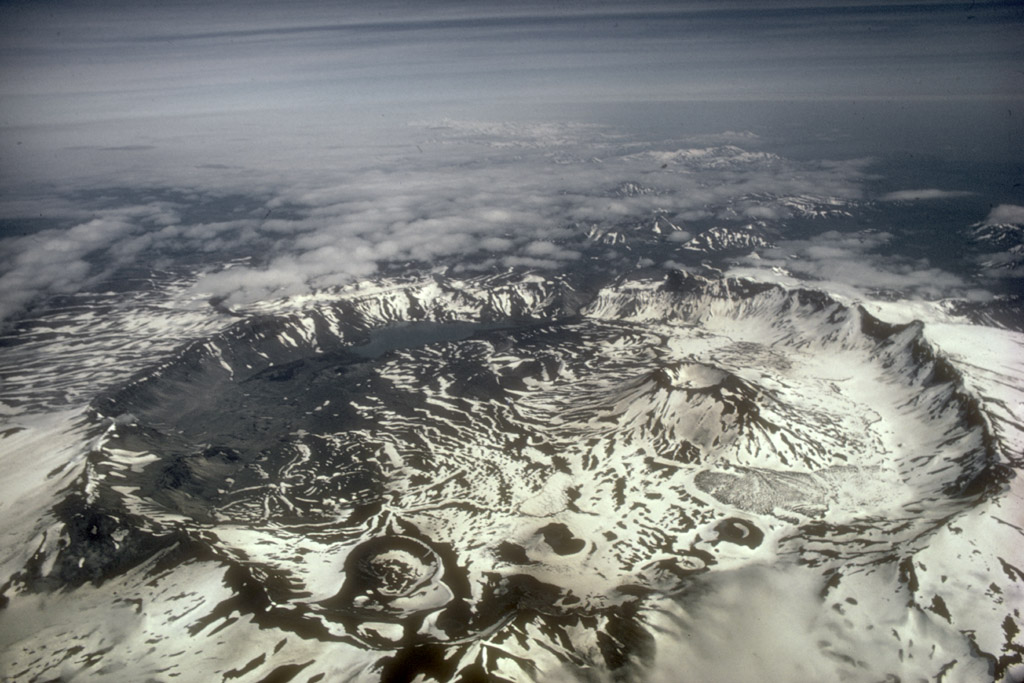
Caldeiră (9,5 km diametru și 600 m adâncime), vulcanul Mount Aniakchak din Alaska

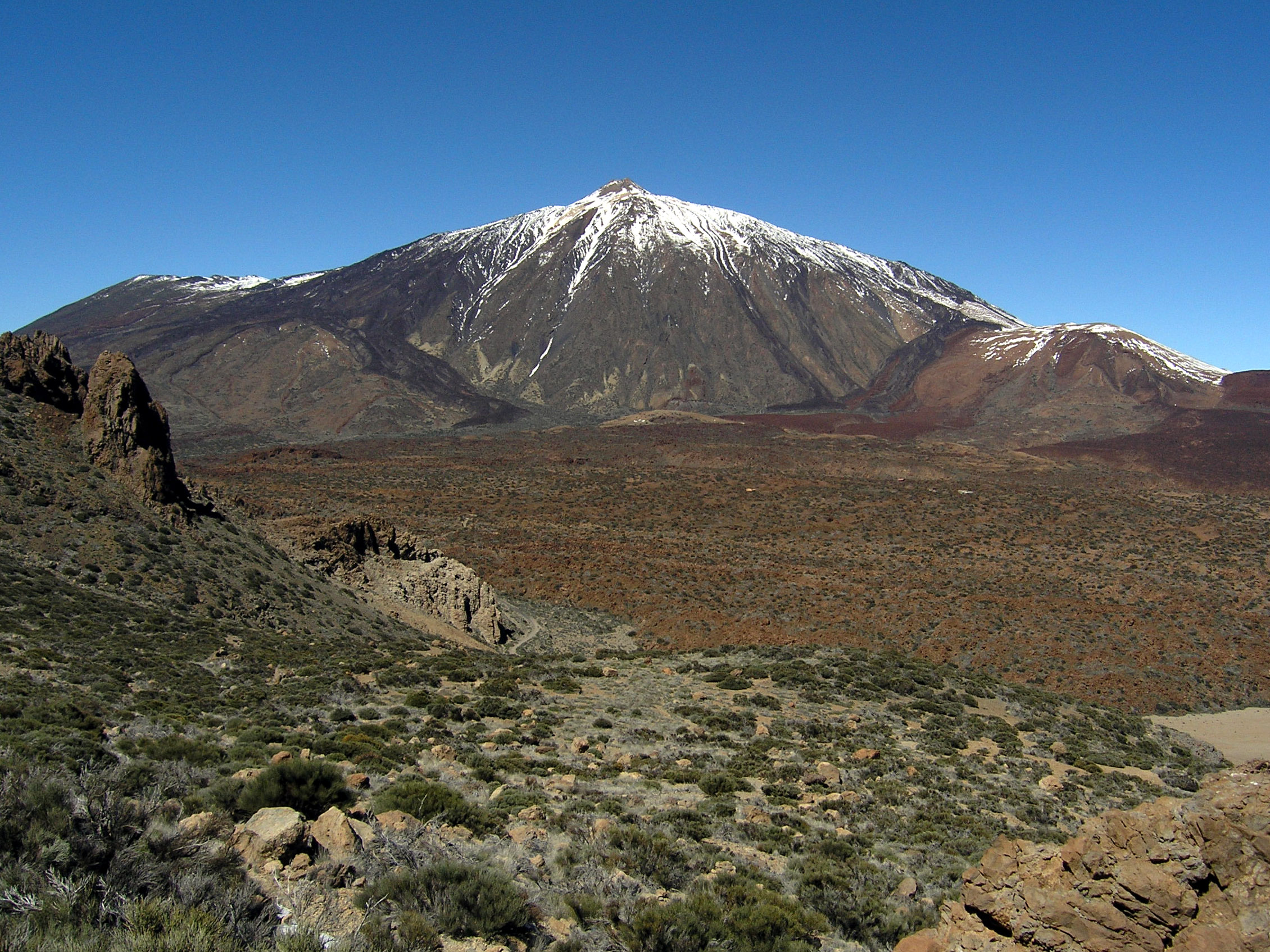
Teide (Tenerife) - Caldeira, vedere de la Guajara

Caldeira (din portugheză caldeira, „căldare”) sau caldera este o formă de crater vulcanic care s-a format prin surpare în zona centrală a craterului, magazia (camera magmei). Acest gol din crater poate fi umplut din nou cu magmă prin erupții ulterioare, ca de exemplu vulcanul Vezuviu, sau cu apă formându-se maare (lacuri vulcanice).